# Бражник, Вячеслав Степанович
Вячеслав Степанович Бражник (укр. Бражник В’ячеслав Степанович; 3 марта 1957 — 14 мая 1986) — один из ликвидаторов последствий аварии на Чернобыльской АЭС.

## Биография
Родился 3 марта 1957 года в городе Атбасар, Казахской ССР.
В 1979 году начал трудовую деятельность на Чернобыльской АЭС в должности электромонтёра электрического цеха. В октябре 1980 года был переведён на должность машиниста-обходчика турбинного оборудования. Характеризовался как человек большой ответственности и профессионал, качественно выполняющий свою работу.
Одним из первых принял участие в локализации аварии на ЧАЭС, перекрыв маслопровод, где были разорваны дренажи. Этими действиями предотвратил распространение пожара. Облучился от куска топлива застрявшего на соседнем трансформаторе.
Умер 14 мая 1986 года в 6-й Московской клинической больнице от лучевой болезни.